# Losing Game
| Recensione | Giudizio |
| ---------- | -------- |
| AllMusic   | [ 1 ]    |

Losing Game è un album discografico di Lonnie Johnson, pubblicato dalla casa discografica Prestige Bluesville Records nel 1961.

## Tracce
Lato A
Testi e musiche di Lonnie Johnson, eccetto dove indicato.
1. New Orleans Blues – 2:21
2. My Little Kitten Susie – 2:34
3. Evil Woman – 2:27
4. What a Difference a Day Made – 2:23 (María Grever, Stanley Adams)
5. Moanin' Blues – 3:53
6. Summertime – 3:20 (DuBose Heyward, George Gershwin)

Lato B
Testi e musiche di Lonnie Johnson, eccetto dove indicato.
1. Lines in My Face – 2:45
2. Losing Game – 1:47
3. New Years Blues – 2:11
4. Slow and Easy – 4:10
5. Four Walls and Me – 3:39
6. You Won't Let Me Go – 3:00 (Bud Allen, Buddy Johnson)

## Musicisti
- Lonnie Johnson - voce, chitarra
- Lonnie Johnson - pianoforte (brano: Evil Woman)

Note aggiuntive
- Esmond Edwards - produttore e supervisore
- Registrazioni effettuate al Rudy Van Gelder Studio il 28 dicembre 1960 a Englewood Cliffs (New Jersey)
- Rudy Van Gelder - ingegnere delle registrazioni[4]